# TT Fusion
TT Fusion (anteriormente conocida como Embryonic Studios antes de su adquisición por TT Games) es una empresa de software con sede en Wilmslow, Cheshire, Inglaterra. La desarrolladora está formada por el personal clave de Gizmondo/Warthog, y fue adquirida por Traveller's Tales (parte del grupo TT Games) en 2007.

## Títulos
- 2007 - Lego Star Wars: The Complete Saga (Nintendo DS)
- 2008 - Lego Indiana Jones: The Original Adventures (Nintendo DS)
- 2008 - Lego Batman: The Videogame (Nintendo DS)
- 2008 - Guinness World Records: The Videogame (Wii / Nintendo DS / iOS)
- 2009 - Lego Indiana Jones 2: The Adventure Continues (PlayStation Portable / Nintendo DS)
- 2009 - Lego Rock Band (PlayStation 3 / Xbox 360 / Wii)
- 2010 - The Lord of the Rings: Aragorn's Quest (PlayStation 3  / PlayStation 2  / PlayStation Portable / Nintendo DS)[2]
- 2010 - Lego Harry Potter: Years 1–4 (PlayStation Portable / Nintendo DS / iOS)
- 2011 - Lego Star Wars III: The Clone Wars (PlayStation Portable / Nintendo DS / Nintendo 3DS)
- 2011 - Lego Pirates of the Caribbean: The Video Game (PlayStation Portable / Nintendo DS / Nintendo 3DS)
- 2013 - Lego City Undercover (Wii U)
- 2013 - Lego City Undercover: The Chase Begins (Nintendo 3DS)
- 2013 - La Gran Aventura Lego: el Videojuego (Microsoft Windows / PlayStation 4 / Xbox One / PlayStation Vita / Wii U / PlayStation 3 / Xbox 360 / Nintendo 3DS)
- 2015 - Lego Jurassic World (PlayStation Vita / Nintendo 3DS / iOS)